# Zellig Harris
Pour les articles homonymes, voir Harris.
Zellig Sabbetai Harris (Balta, en Podolie (Empire russe), 23 octobre 1909 - 22 mai 1992) est un linguiste américain. Disciple  de Leonard Bloomfield, il est connu pour ses travaux sur la linguistique structuraliste et l'analyse du discours.

## Biographie
Né en Ukraine, il suit ses parents à Philadelphie (Pennsylvanie, États-Unis) à l'âge de quatre ans. Il fait toutes ses études supérieures à l'Université de Pennsylvanie, obtient son doctorat en 1934, et inaugure en 1946-1947 ce qui est généralement reconnu comme le premier département de linguistique au sein d'une université américaine. C'est lui qui convainc Noam Chomsky d'étudier la linguistique à la fin des années 1940.
Il est professeur invité à l'Université Paris-VIII en 1973-74. Le cours de syntaxe qu'il y a dispensé a été publié. Il est marié à la physicienne et mathématicienne Bruria Kaufman.

## Travaux
Influencé par Bloomfield, il commence par décrire les langues sémitiques. Ses descriptions sont formelles. Premier à utiliser la méthode hypothético-déductive, il note des phénomènes de langue au moyen d'équations. Il pose des principes de distribution, qu'il applique à l'analyse de textes longs. 